# ميخائيل زاندر
ميخائيل زاندر (بالإنجليزية: Michael Zander)‏ هو محامي بريطاني، ولد في 16 نوفمبر 1932 في برلين في ألمانيا.